# Liste der auf den Galápagos-Inseln endemischen Bedecktsamer

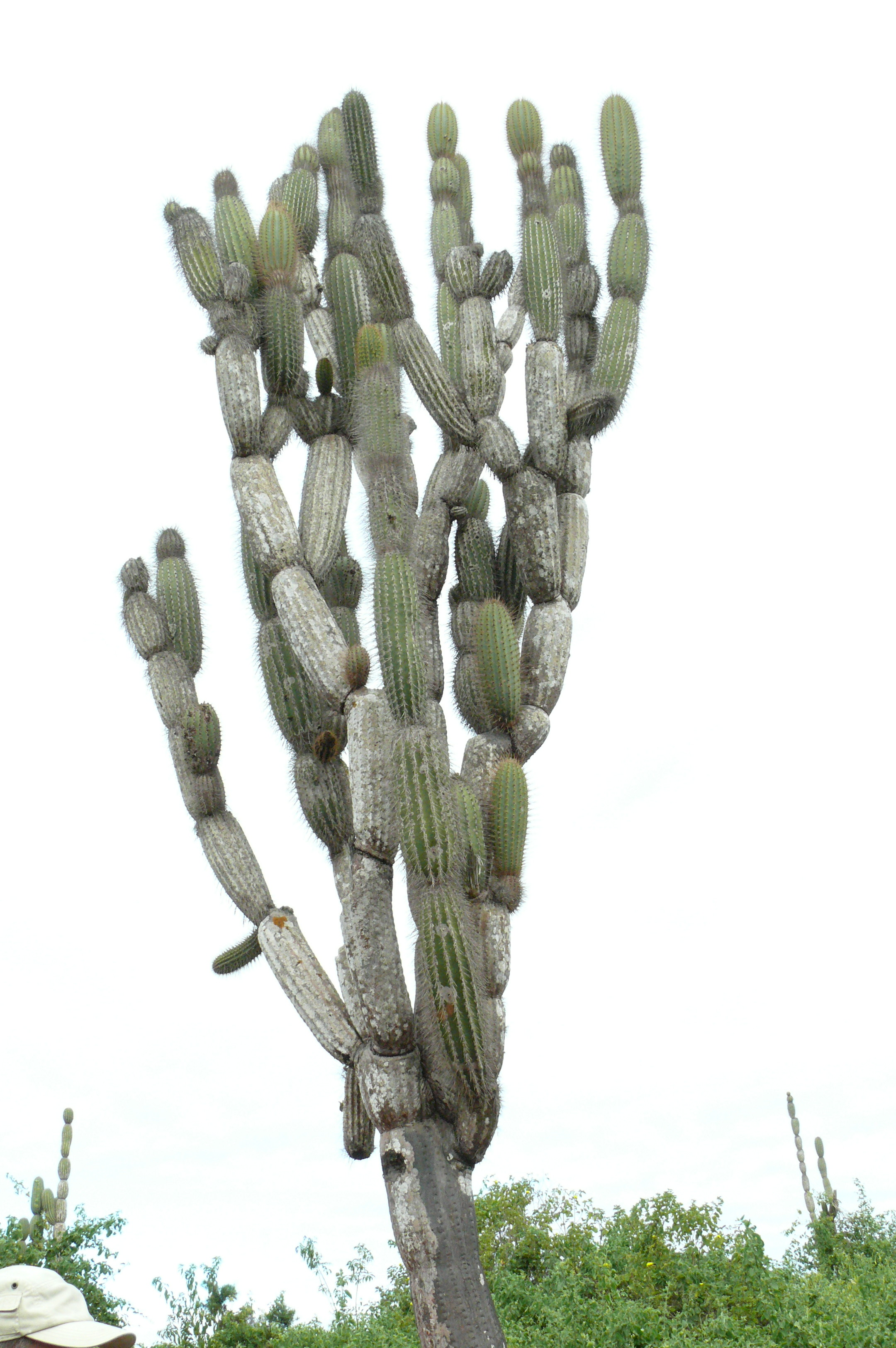
Jasminocereus thouarsii ist gefährdet.

Die Liste der auf den  Galápagos-Inseln endemischen Bedecktsamer enthält alle Taxa der Bedecktsamer die nur  auf den Galápagos-Inseln vorkommen, dort also endemisch sind. Dies sind 227 der etwa 1300 einheimischen Taxa. Hinzu kommen noch die fünf Taxa Acacia rorudiana, Cranichis werffii, Euphorbia equisetiformis, Scutia spicata var. pauciflora und Sesuvium edmondstonii, bei denen nicht zweifelsfrei fest steht, ob sie auf den Galapagos-Inseln endemisch sind.
Für fast alle Taxa liegen nach den Kriterien der Roten Liste gefährdeter Arten der International Union for Conservation of Nature and Natural Resources (IUCN) Angaben über den Gefährdungsgrad vor. Die beiden 1847 durch Joseph Dalton Hooker erstbeschriebenen Arten Delilia inelegans und Sicyos villosus gelten aus ausgestorben. Sie sind nur vom 1835 von Charles Darwin gesammelten Typusexemplar bekannt. Die dritte ausgestorbene Art ist Blutaparon rigidum. 25 Taxa sind unmittelbar vom Aussterben bedroht.
| Familie          | Taxon                                            | IUCN-Status               |
| ---------------- | ------------------------------------------------ | ------------------------- |
| Malvaceae        | Abutilon depauperatum                            | nicht gefährdet           |
| Euphorbiaceae    | Acalypha abingdonii                              | gefährdet                 |
| Euphorbiaceae    | Acalypha baurii                                  | gefährdet                 |
| Euphorbiaceae    | Acalypha parvula                                 | nicht gefährdet           |
| Euphorbiaceae    | Acalypha wigginsii                               | vom Aussterben bedroht    |
| Asteraceae       | Acmella darwinii                                 | gefährdet                 |
| Amaranthaceae    | Alternanthera filifolia subsp. filifolia         | nicht gefährdet           |
| Amaranthaceae    | Alternanthera filifolia subsp. glauca            | gefährdet                 |
| Amaranthaceae    | Alternanthera filifolia subsp. glaucescens       | gefährdet                 |
| Amaranthaceae    | Alternanthera filifolia subsp. microcephala      | gefährdet                 |
| Amaranthaceae    | Alternanthera filifolia subsp. nudicaulis        | gefährdet                 |
| Amaranthaceae    | Alternanthera filifolia subsp. pintensis         | gefährdet                 |
| Amaranthaceae    | Alternanthera filifolia subsp. rabidensis        | gefährdet                 |
| Amaranthaceae    | Alternanthera flavicoma                          | gefährdet                 |
| Amaranthaceae    | Alternanthera galapagensis                       | gefährdet                 |
| Amaranthaceae    | Alternanthera helleri                            | gefährdet                 |
| Amaranthaceae    | Alternanthera nesiotes                           | stark gefährdet           |
| Amaranthaceae    | Alternanthera snodgrassii                        | gefährdet                 |
| Amaranthaceae    | Amaranthus anderssonii                           | nicht gefährdet           |
| Amaranthaceae    | Amaranthus furcatus                              | gefährdet                 |
| Amaranthaceae    | Amaranthus sclerantoides                         | nicht gefährdet           |
| Poaceae          | Aristida divulsa                                 | gering gefährdet          |
| Poaceae          | Aristida repens                                  | nicht gefährdet           |
| Poaceae          | Aristida subspicata                              | nicht gefährdet           |
| Poaceae          | Aristida villosa                                 | gering gefährdet          |
| Asteraceae       | Baccharis steetzii                               | stark gefährdet           |
| Amaranthaceae    | Blutaparon rigidum                               | ausgestorben              |
| Rubiaceae        | Borreria dispersa                                | gefährdet                 |
| Rubiaceae        | Borreria ericaefolia                             | keine ausreichenden Daten |
| Rubiaceae        | Borreria linearifolia                            | gefährdet                 |
| Rubiaceae        | Borreria perpusilla                              | vom Aussterben bedroht    |
| Rubiaceae        | Borreria rotundifolia                            | vom Aussterben bedroht    |
| Rubiaceae        | Borreria suberecta                               | keine ausreichenden Daten |
| Cactaceae        | Brachycereus nesioticus                          | nicht gefährdet           |
| Burseraceae      | Bursera malacophylla                             | gefährdet                 |
| Portulacaceae    | Calandrinia galapagosa                           | vom Aussterben bedroht    |
| Solanaceae       | Capsicum galapagoense                            | stark gefährdet           |
| Sapindaceae      | Cardiospermum galapageium                        | gefährdet                 |
| Simaroubaceae    | Castela galapageia                               | nicht gefährdet           |
| Poaceae          | Cenchrus platyacanthus                           | nicht gefährdet           |
| Euphorbiaceae    | Chamaesyce abdita                                | gefährdet                 |
| Euphorbiaceae    | Chamaesyce amplexicaulis                         | nicht gefährdet           |
| Euphorbiaceae    | Chamaesyce galapageia                            | keine ausreichenden Daten |
| Euphorbiaceae    | Chamaesyce nummularia var. glabra                | gefährdet                 |
| Euphorbiaceae    | Chamaesyce nummularia var. nummularia            | gefährdet                 |
| Euphorbiaceae    | Chamaesyce punctulata                            | nicht gefährdet           |
| Euphorbiaceae    | Chamaesyce recurva                               | nicht gefährdet           |
| Euphorbiaceae    | Chamaesyce viminea                               | nicht gefährdet           |
| Asteraceae       | Chrysanthellum fagerlindii                       | keine ausreichenden Daten |
| Asteraceae       | Chrysanthellum pusillum                          | nicht gefährdet           |
| Verbenaceae      | Clerodendrum molle var. glabrescens              | gefährdet                 |
| Boraginaceae     | Cordia anderssonii                               | keine ausreichenden Daten |
| Boraginaceae     | Cordia leucophlyctis                             | keine ausreichenden Daten |
| Boraginaceae     | Cordia revoluta                                  | gering gefährdet          |
| Boraginaceae     | Cordia scouleri                                  | keine ausreichenden Daten |
| Orchidaceae      | Cranichis lichenophila                           | stark gefährdet           |
| Euphorbiaceae    | Croton scouleri var. brevifolius                 | keine ausreichenden Daten |
| Euphorbiaceae    | Croton scouleri var. darwinii                    | keine ausreichenden Daten |
| Euphorbiaceae    | Croton scouleri var. grandifolius                | keine ausreichenden Daten |
| Euphorbiaceae    | Croton scouleri var. scouleri                    | nicht gefährdet           |
| Convolvulaceae   | Cuscuta acuta                                    | nicht gefährdet           |
| Convolvulaceae   | Cuscuta gymnocarpa                               | nicht gefährdet           |
| Orchidaceae      | Cyclopogon werffii                               | vom Aussterben bedroht    |
| Cyperaceae       | Cyperus anderssonii                              | nicht gefährdet           |
| Cyperaceae       | Cyperus elegans subsp. rubiginosus               | gering gefährdet          |
| Cyperaceae       | Cyperus grandifolius                             | vom Aussterben bedroht    |
| Fabaceae         | Dalea tenuicaulis                                | gering gefährdet          |
| Asteraceae       | Darwiniothamnus alternifolius                    | vom Aussterben bedroht    |
| Asteraceae       | Darwiniothamnus lancifolius subsp. glabriusculus | stark gefährdet           |
| Asteraceae       | Darwiniothamnus lancifolius subsp. glandulosus   | gering gefährdet          |
| Asteraceae       | Darwiniothamnus lancifolius subsp. lancifolius   | keine ausreichenden Daten |
| Asteraceae       | Darwiniothamnus tenuifolius var. santacruzianus  | stark gefährdet           |
| Asteraceae       | Darwiniothamnus tenuifolius var. tenuifolius     |                           |
| Asteraceae       | Delilia inelegans                                | ausgestorben              |
| Asteraceae       | Delilia repens                                   | gefährdet                 |
| Sapindaceae      | Dodonaea viscosa var. galapagensis               | gering gefährdet          |
| Caryophyllaceae  | Drymaria monticola                               | vom Aussterben bedroht    |
| Asteraceae       | Encelia hispida                                  | stark gefährdet           |
| Orchidaceae      | Epidendrum spicatum                              | gefährdet                 |
| Solanaceae       | Exodeconus miersii                               | nicht gefährdet           |
| Amaranthaceae    | Froelichia juncea subsp. alata                   | gefährdet                 |
| Amaranthaceae    | Froelichia juncea subsp. juncea                  | gefährdet                 |
| Amaranthaceae    | Froelichia nudicaulis subsp. curta               | gefährdet                 |
| Amaranthaceae    | Froelichia nudicaulis subsp. lanigera            | gefährdet                 |
| Amaranthaceae    | Froelichia nudicaulis subsp. nudicaulis          | gefährdet                 |
| Malvaceae        | Fuertesimalva insularis                          | stark gefährdet           |
| Rubiaceae        | Galium galapagoense                              | stark gefährdet           |
| Scrophulariaceae | Galvezia leucantha subsp. leucantha              | stark gefährdet           |
| Scrophulariaceae | Galvezia leucantha subsp. porphyrantha           | vom Aussterben bedroht    |
| Scrophulariaceae | Galvezia leucantha subsp. pubescens              | vom Aussterben bedroht    |
| Malvaceae        | Gossypium darwinii                               | nicht gefährdet           |
| Malvaceae        | Gossypium klotzschianum                          | gering gefährdet          |
| Boraginaceae     | Heliotropium anderssonii                         | gefährdet                 |
| Apiaceae         | Hydrocotyle galapagensis                         | gefährdet                 |
| Lamiaceae        | Hyptis gymnocaulos                               | vom Aussterben bedroht    |
| Solanaceae       | Iochroma ellipticum                              | gefährdet                 |
| Convolvulaceae   | Ipomoea habeliana                                | nicht gefährdet           |
| Convolvulaceae   | Ipomoea linearifolia                             | nicht gefährdet           |
| Convolvulaceae   | Ipomoea tubiflora                                | gefährdet                 |
| Asteraceae       | Jaegeria gracilis                                | nicht gefährdet           |
| Solanaceae       | Jaltomata werffii                                | gefährdet                 |
| Cactaceae        | Jasminocereus thouarsii var. delicatus           | gefährdet                 |
| Cactaceae        | Jasminocereus thouarsii var. sclerocarpus        | gefährdet                 |
| Cactaceae        | Jasminocereus thouarsii var. thouarsii           | gefährdet                 |
| Acanthaceae      | Justicia galapagana                              | gering gefährdet          |
| Zygophyllaceae   | Kallstroemia adscendens                          | nicht gefährdet           |
| Verbenaceae      | Lantana peduncularis                             | nicht gefährdet           |
| Asteraceae       | Lecocarpus darwinii                              | stark gefährdet           |
| Asteraceae       | Lecocarpus lecocarpoides                         | stark gefährdet           |
| Asteraceae       | Lecocarpus leptolobus                            | vom Aussterben bedroht    |
| Asteraceae       | Lecocarpus pinnatifidus                          | vom Aussterben bedroht    |
| Linaceae         | Linum cratericola                                | vom Aussterben bedroht    |
| Linaceae         | Linum harlingii                                  | gefährdet                 |
| Verbenaceae      | Lippia rosmarinifolia var. latifolia             | vom Aussterben bedroht    |
| Verbenaceae      | Lippia rosmarinifolia var. rosmarinifolia        | stark gefährdet           |
| Verbenaceae      | Lippia rosmarinifolia var. stewartii             | stark gefährdet           |
| Verbenaceae      | Lippia salicifolia                               | vom Aussterben bedroht    |
| Amaranthaceae    | Lithophila radicata                              | stark gefährdet           |
| Amaranthaceae    | Lithophila subscaposa                            | vom Aussterben bedroht    |
| Solanaceae       | Lycium minimum                                   | nicht gefährdet           |
| Asteraceae       | Macraea laricifolia                              | nicht gefährdet           |
| Melastomataceae  | Miconia robinsoniana                             | stark gefährdet           |
| Molluginaceae    | Mollugo crockeri                                 | gefährdet                 |
| Molluginaceae    | Mollugo flavescens subsp. flavescens             | gering gefährdet          |
| Molluginaceae    | Mollugo flavescens subsp. gracillima             | nicht gefährdet           |
| Molluginaceae    | Mollugo flavescens subsp. insularis              | gefährdet                 |
| Molluginaceae    | Mollugo flavescens subsp. striata                | gefährdet                 |
| Molluginaceae    | Mollugo floriana subsp. floriana                 | gefährdet                 |
| Molluginaceae    | Mollugo floriana subsp. gypsophiloides           | gefährdet                 |
| Molluginaceae    | Mollugo floriana subsp. santacruziana            | gefährdet                 |
| Molluginaceae    | Mollugo snodgrassii                              | gefährdet                 |
| Solanaceae       | Nolana galapagensis                              | gefährdet                 |
| Cactaceae        | Opuntia echios var. barringtonensis              | gefährdet                 |
| Cactaceae        | Opuntia echios var. echios                       | stark gefährdet           |
| Cactaceae        | Opuntia echios var. gigantea                     | stark gefährdet           |
| Cactaceae        | Opuntia echios var. inermis                      | stark gefährdet           |
| Cactaceae        | Opuntia echios var. zacana                       | gefährdet                 |
| Cactaceae        | Opuntia galapageia var. galapageia               | stark gefährdet           |
| Cactaceae        | Opuntia galapageia var. macrocarpa               | gefährdet                 |
| Cactaceae        | Opuntia galapageia var. profusa                  | gefährdet                 |
| Cactaceae        | Opuntia helleri                                  | gefährdet                 |
| Cactaceae        | Opuntia insularis                                | gefährdet                 |
| Cactaceae        | Opuntia megasperma var. megasperma               | stark gefährdet           |
| Cactaceae        | Opuntia megasperma var. mesophytica              | vom Aussterben bedroht    |
| Cactaceae        | Opuntia megasperma var. orientalis               | stark gefährdet           |
| Cactaceae        | Opuntia saxicola                                 | vom Aussterben bedroht    |
| Poaceae          | Paspalum galapageium var. galapageium            | nicht gefährdet           |
| Poaceae          | Paspalum galapageium var. minoratum              | nicht gefährdet           |
| Poaceae          | Paspalum redundans                               | gefährdet                 |
| Passifloraceae   | Passiflora colinvauxii                           | gefährdet                 |
| Passifloraceae   | Passiflora foetida var. galapagensis             | nicht gefährdet           |
| Passifloraceae   | Passiflora tridactylites                         | gefährdet                 |
| Asteraceae       | Pectis subsquarrosa                              | nicht gefährdet           |
| Asteraceae       | Pectis tenuifolia                                | nicht gefährdet           |
| Poaceae          | Pennisetum pauperum                              | gefährdet                 |
| Piperaceae       | Peperomia galapagensis var. galapagensis         | nicht gefährdet           |
| Piperaceae       | Peperomia galapagensis var. ramulosa             | nicht gefährdet           |
| Piperaceae       | Peperomia obtusilimba                            | nicht gefährdet           |
| Piperaceae       | Peperomia petiolata                              | nicht gefährdet           |
| Ericaceae        | Pernettya howellii                               | stark gefährdet           |
| Fabaceae         | Phaseolus mollis                                 | gering gefährdet          |
| Viscaceae        | Phoradendron henslovii                           | nicht gefährdet           |
| Solanaceae       | Physalis galapagoensis                           | nicht gefährdet           |
| Urticaceae       | Pilea baurii                                     | nicht gefährdet           |
| Nyctaginaceae    | Pisonia floribunda                               | nicht gefährdet           |
| Plantaginaceae   | Plantago galapagensis                            | gefährdet                 |
| Amaranthaceae    | Pleuropetalum darwinii                           | gefährdet                 |
| Polygalaceae     | Polygala anderssonii                             | gering gefährdet          |
| Polygalaceae     | Polygala galapageia var. galapageia              | nicht gefährdet           |
| Polygalaceae     | Polygala galapageia var. insularis               | gefährdet                 |
| Polygalaceae     | Polygala sancti-georgii var. oblanceolata        | keine ausreichenden Daten |
| Polygalaceae     | Polygala sancti-georgii var. sancti-georgii      | gefährdet                 |
| Polygonaceae     | Polygonum galapagense                            | gefährdet                 |
| Portulacaceae    | Portulaca howellii                               | nicht gefährdet           |
| Myrtaceae        | Psidium galapageium var. galapageium             | gefährdet                 |
| Myrtaceae        | Psidium galapageium var. howellii                | stark gefährdet           |
| Rubiaceae        | Psychotria angustata                             | vom Aussterben bedroht    |
| Rubiaceae        | Psychotria rufipes                               | gefährdet                 |
| Bromeliaceae     | Racinaea insularis                               | nicht gefährdet           |
| Cucurbitaceae    | Rytidostylis carthaginensis var. cordatum        | stark gefährdet           |
| Lamiaceae        | Salvia prostrata                                 | stark gefährdet           |
| Lamiaceae        | Salvia pseudoserotina                            | stark gefährdet           |
| Asclepiadaceae   | Sarcostemma angustissimum                        | nicht gefährdet           |
| Asteraceae       | Scalesia affinis subsp. affinis                  |                           |
| Asteraceae       | Scalesia affinis subsp. brachyloba               |                           |
| Asteraceae       | Scalesia affinis subsp. gummifera                |                           |
| Asteraceae       | Scalesia aspera                                  | gefährdet                 |
| Asteraceae       | Scalesia atractyloides var. atractyloides        | vom Aussterben bedroht    |
| Asteraceae       | Scalesia atractyloides var. darwinii             | vom Aussterben bedroht    |
| Asteraceae       | Scalesia baurii subsp. baurii                    | gefährdet                 |
| Asteraceae       | Scalesia baurii subsp. hopkinsii                 | gefährdet                 |
| Asteraceae       | Scalesia cordata                                 | stark gefährdet           |
| Asteraceae       | Scalesia crockeri                                | gefährdet                 |
| Asteraceae       | Scalesia divisa                                  | stark gefährdet           |
| Asteraceae       | Scalesia gordilloi                               | vom Aussterben bedroht    |
| Asteraceae       | Scalesia helleri subsp. helleri                  | gefährdet                 |
| Asteraceae       | Scalesia helleri subsp. santacruziana            | gefährdet                 |
| Asteraceae       | Scalesia incisa                                  | stark gefährdet           |
| Asteraceae       | Scalesia microcephala                            | gefährdet                 |
| Asteraceae       | Scalesia microcephala var. cordifolia            | stark gefährdet           |
| Asteraceae       | Scalesia microcephala var. microcephala          | stark gefährdet           |
| Asteraceae       | Scalesia pedunculata var. parviflora             |                           |
| Asteraceae       | Scalesia pedunculata var. pedunculata            |                           |
| Asteraceae       | Scalesia retroflexa                              | vom Aussterben bedroht    |
| Asteraceae       | Scalesia stewartii                               | gefährdet                 |
| Asteraceae       | Scalesia villosa                                 | gefährdet                 |
| Cucurbitaceae    | Sicyocaulis pentagonus                           | vom Aussterben bedroht    |
| Cucurbitaceae    | Sicyos villosus                                  | ausgestorben              |
| Iridaceae        | Sisyrinchium galapagense                         | stark gefährdet           |
| Solanaceae       | Solanum cheesmaniae f. cheesmaniae               | nicht gefährdet           |
| Solanaceae       | Solanum cheesmaniae f. minor                     | nicht gefährdet           |
| Boraginaceae     | Tiquilia darwinii                                | nicht gefährdet           |
| Boraginaceae     | Tiquilia fusca                                   | nicht gefährdet           |
| Boraginaceae     | Tiquilia galapagoa                               | nicht gefährdet           |
| Boraginaceae     | Tiquilia nesiotica                               | gefährdet                 |
| Boraginaceae     | Tournefortia pubescens                           | nicht gefährdet           |
| Boraginaceae     | Tournefortia rufo-sericea                        | gefährdet                 |
| Poaceae          | Trichoneura lindleyana var. albemarlensis        | nicht gefährdet           |
| Poaceae          | Trichoneura lindleyana var. lindleyana           | nicht gefährdet           |
| Poaceae          | Trisetum howellii                                | stark gefährdet           |
| Poaceae          | Urochloa multiculma                              | nicht gefährdet           |
| Apocynaceae      | Vallesia glabra var. pubescens                   | nicht gefährdet           |
| Verbenaceae      | Verbena grisea                                   | gefährdet                 |
| Verbenaceae      | Verbena sedula var. darwinii                     | keine ausreichenden Daten |
| Verbenaceae      | Verbena sedula var. fournieri                    | keine ausreichenden Daten |
| Verbenaceae      | Verbena sedula var. sedula                       | keine ausreichenden Daten |
| Verbenaceae      | Verbena townsendii                               | keine ausreichenden Daten |

## Anmerkung
1. ↑  Der hier angeführte Status muss nicht mit dem in der The IUCN Red List of Threatened Species übereinstimmen, da er der Galapagos Species Checklist entnommen wurde.